# Kandebas
Kandebas (en népalais : काँडेवास) est un comité de développement villageois du Népal situé dans le district de Baglung. Au recensement de 2011, il comptait 2 532 habitants.